# Orshi Drozdik
Orshi Drozdik (nacida en 1946 en Hungría) es una artista feminista establecida en Nueva York. Su obra consta de dibujos, pinturas, fotografías, grabados, performances, vídeos, esculturas, instalaciones, escritos académicos y ficción, que exploran temas conectados, a veces durante un período prolongado. A través de su obra, organizada en varios temas, explora temas que socavan la representación tradicional y erótica de las mujeres: Mitologías individuales, Aventura en Tecnos Dystopium y Fabricación del yo. Está influenciada por Valéria Dienes, János Zsilka, Susan Sontag, Ludwig Wittgenstein, Luce Irigaray, Walter Benjamin y Michel Foucault, entre otros. Su método de trabajo es el análisis crítico del significado, influyó en sus contemporáneos, sus alumnos y generaciones posteriores de mujeres artistas. El historiador del arte László Beke señaló en una entrevista realizada por Kata Krasznahorkai en 2017 que "Orsolya Drozdik (Orshi Drozdik) es la primera artista feminista en Hungría."

## Trayectoria

### Primeros años de vida
Drozdik creció en Abda y Győr en Hungría. Su madre y su familia vivieron en Pozsony (hoy Bratislava) hasta el final de la Segunda Guerra Mundial. En 1945, por los decretos Beneš, fueron despojados de sus propiedades y ciudadanía sin compensación alguna y obligados a mudarse. El gobierno etiquetó a su padre, como a la mayoría de los intelectuales de clase media, como enemigo de clase y sus propiedades fueron confiscadas. En 1956, tras la muerte de su padre, decidió ser artista. Con el apoyo de su madre (que fue la única que crio a Orshi, a su hermana Ildikó y a su hermano Béla), comenzó a aprender dibujo formal y pintura en un grupo de estudio de dibujo por las noches. Drozdik estudió arte en la Universidad Húngara de Bellas Artes (1970-1977), en Budapest. Obtuvo un MFA  en 1977 y un Doctorado en Artes Liberales en 2003.

### 1970–79
A partir de la década de 1970 y haciendo caso omiso de la representación patriarcal del cuerpo femenino, se centró en el punto de vista femenino; realizó performances y creó arte en Budapest al mismo tiempo que Marina Abramović en Belgrado. Se embarcó en una búsqueda de significado en sus experiencias personales; combinando lo textual con lo visual.
A partir de 1975, creó una metodología crítica y feminista para investigar la representación patriarcal. Como estudiante de la Academia Húngara de Bellas Artes, y bajo su nombre de nacimiento, Drozdik Orsolya, investigó y examinó documentos académicos de los siglos XIX y principios del XX sobre las configuraciones de modelos desnudos femeninos en el archivo de la biblioteca de la academia. Fotografió y se apropió de estas imágenes fotográficas para su banco de imágenes conceptual; un estudio semiótico de la historia del arte patriarcal, la formación académica y la educación; un análisis de imágenes apropiadas; proyectadas, manipuladas y no manipuladas; estas fueron exhibidas: NudeModel (1976-1977) y Individual Mythology (1975-1977). El título Mitología individual es una referencia a "Mitologías individuales" de Harald Szeemann sección en la documenta 5, Kassel, 1972 y Joseph Beuys.
Utilizando su propio cuerpo, creó performances feministas, fotografías, dibujos e instalaciones para investigar la representación patriarcal. Su metodología, su "arte conceptual feminista" continuó en Pornografía (1978-79), un análisis crítico de la representación pornográfica, y en In Someone's Shadows (1979), Diverting Diagonal (1979-80), Double (1980), y en Intento ser transparente (para la historia del arte) (1980). Más tarde, modificó sus métodos como representaciones críticas deconstrucción del significado y teorías de la representación para abarcar diversos campos, medios y conceptos. Al mismo tiempo, realizó y expuso fotografías, impresiones offset y dibujos, que abordan las complejidades de lo político y lo personal. Explora la relación entre lo visual y lo lingüístico, conectando así sus conceptos como en el Renacimiento del texto bíblico, por ejemplo, con las imágenes.
A mediados de los años setenta, rebelándose contra los sistemas educativos y políticos, encontró su voz. A partir de 1975 expuso en Budapest y a nivel internacional en países socialistas, y trabajó en asociación con "Rozsa" (Rosas), un grupo postconceptual de jóvenes artistas (1976-78). En 1978 se casó con Andreas De Jong, abandonó Hungría y vivió en Ámsterdam. En 1979 se divorció y se mudó a Vancouver, Toronto. Más tarde, en 1980, se trasladó a la ciudad de Nueva York. Vivió en Vancouver, Toronto y Nueva York entre 1979 y 1991 con el novelista Patrick McGrath.

### 1980-1999
A principios de la década de 1980, Drozdik trabajó en asociación con el grupo de artistas Colab. A partir de 1984, comenzó a trabajar en su proyecto de décadas de duración Adventure in Technos Dystopium; deconstruyendo las representaciones científicas de la verdad y la realidad de los siglos XVIII y XIX. Fotografió las exposiciones en museos de ciencia europeos y americanos, lo que dio como resultado la serie de fotografías titulada Dystopium Infinete La aventura en Technos Dystopium derivó en Filosofía Natural Popular (1988), Condición Mórbida (1989), Fragmenta Naturae (1990) y Razón Cínica (1990-91) haciendo referencia a la Era de la Razón. Expuso en la galería Tom Cugliani (1988-1993),  la galería Richard Anderson (1990-1995), y en el New Museum, 1989, 1991, Age y en la 9.ª Bienal de Sídney en 1992.
A finales de los años 90 expuso en instituciones húngaras y de Europa Central, incluido el Museo Ernst de Budapest, Adventure in Technos Dystopium (1990), 3 by 3 from Hungary (1996) en el Centro de Estudios Curatoriales de Nueva York, y Los recién llegados: 8 artistas contemporáneos de Hungría (2011) en el Palais des Beaux-Arts, Bruselas. entre otros. Sus instalaciones fotográficas de finales de los años 1980 y 1900 son una producción de un nuevo Body Space, un proyecto que refleja la videoinstalación de Tony Oursler. En 1983, a través del legado de Andreas Vesalius, produjo la serie de dibujos Disección de Artaud, Foucalt y Vesalius (1983-84), la declaración de Drozdik sobre el vínculo entre las indagaciones diseccionales del cuerpo y sus preocupaciones de género.

### 2000
En los años de 2000 Drozdik tuvo importantes exposiciones retrospectivas que mostraban diferentes aspectos de su trabajo: Aventura y apropiación 1975-2001 se exhibieron en el Museo Ludwig en Budapest - Museo de Arte Contemporáneo, Museo Ludwig y Museo de Arte Contemporáneo, Budapest 2001–02, Pasión después de la apropiación en el Museo de Arte Contemporáneo Muzej Suvremene Umjetnosti, Zagreb, y en el Pabellón de Arte en Zagreb, Croacia, 2002, Mitología individual - Venus médica - Joven y hermosa, Museo Municipal de Arte, Győr, 2003, La otra Venus, MODEM 2011, Centro de Arte Contemporáneo. Debrecen, Hungría. En 2006 Drozdik publicó un libro titulado Individuális Mitológia, konceptuálistól a postmodernig, ( Mitología individual de lo conceptual a lo posmoderno, Gondolat Publishing IBNS 9639567795), un resumen de sus pensamientos, metodología y proceso de trabajo, centrándose en su punto de partida: los movimientos conceptuales de los años 70 en Hungría.

## Obra
En su obra, Drozdik expone cuestiones sociales que están arraigadas en un sistema cultural, contrarrestando así una gama de representaciones respecto de hechos y verdades científicas dentro de los discursos del arte, la medicina y la historia científica.

### Performance
Sus obras Mitología individual (1975-77) y Modelo desnuda (1977), que comprenden tanto performance como fotografía, impresiones offset y dibujos, se exhibieron en Budapest. En esta serie, comenzó a deconstruir las representaciones del cuerpo femenino a partir de su concepto original llamado Image Bank, en húngaro Képban elmélet (1975), en el que definió su metodología utilizando representaciones existentes para desplegar y reinterpretar el significado. Inspirada por Valéria Dienes, filósofa y bailarina, supo vincular su punto de vista femenino con el temprano movimiento feminista, que fue poderoso en Hungría antes de la Segunda Guerra Mundial. Precursora del Bloque del Este, Drozdik se centró en la metodología de la representación —tomando como punto de partida los movimientos de las "Bailarinas Libres" de principios del siglo XX en Hungría— para construir un discurso de arte feminista. La serie "Pornografía" (1978) se completó en Ámsterdam, "Intento ser transparente" (1980), la performance y el Doble (1980) en Toronto y "Genius" (1989) en el Archivo Digital del New Museum de Nueva York.

### Fotografía
Sus series de fotografías más importantes son:
Mitología individual (1975-1977),  Modelo desnuda (1977), Símbolos de Cammon (1976-1977), Parpadeo y suspiro (1977), Pornografía (1978-1979), Coherencia temporal (1979-1980), Aventura en la distopía tecnológica (1984-1996), Fabricando el yo (1990-1996).

### Video
Sus obras más famosas en formato video son: Mitología individual (1977-2014), Mitología individual: Tócala de nuevo, Drozdik (2014), Doble (1980), Intento ser transparente (1980), Genio (1989), Mi madre, Strudel de Erzsébet Kockás (1997), Joven y hermosa, Oshi Ohashi: joven y hermosa, Línea cosmética segura (1997), Ahora todo ha terminado, azul bebé (2015), Rayas a la Sol LeWitt (performance pictórica con acompañamiento musical de la composición de Krisztina Megyeri, Hohes Ufer II (2014).

### Instalación
En Aventura en Technos Dystopium (1984–1993) deconstruyó las representaciones científicas de la verdad. Para esta serie, Drozdik creó una científica ficticia del siglo XVIII, Edith Simpson. Algunos de los temas que exploró fueron la romantización de la enfermedad y el formalismo taxonómico de Carl Linnaeus.
A partir de 1989, Drozdik utilizó modelos del cerebro de su padre como parte de una instalación escultórica.
En 1988, 1989 y 1990 expuso en la Galería Tom Cugliani.  Drozdik continuó produciendo y exhibiendo trabajos feministas y deconstruyendo la mirada patriarcal y científica, incluyendo, en 1986, la invención de la pseudo-persona del siglo XVIII de Edith Simpson,  una mujer científica con su propia herencia. Su serie de instalaciones titulada Manufacturing the Self (1993-97) es una deconstrucción de las representaciones médicas del cuerpo femenino.La exposición de Drozdik de 1993-04, Erotismo médico, parte de la serie Fabricando el yo, presentó un molde del cuerpo de Drozdik junto con fotografías de una figura de cera médica y un diario ficticio. La instalación Manufacturing The Self, Brains on High Heels (1992), un molde de goma de un cerebro insertado en un par de tacones altos.Exhibida por primera vez en la Bienal de Sídney en 1992-93.

### Serie de pinturas conceptuales
Historia del arte y yo (1982) creó una nueva serie de pinturas titulada Lipstick Paintings ala Fontana (2002-06) en la que la superficie de los lienzos está perforada con lápiz labial. La serie de impresiones digitales Venuses, Drapery and Bodyfolds (2000-2007)  presentó fragmentos de draperys y mujeres desnudas de la historia del arte. Una serie de colecciones de obras titulada All Over Now Baby Blue se expuso de 2013 a 2015, mientras que la serie Stripes Ala Sol Levitt se expuso en 2015.

### Libro
En 2006 se publicó el libro sobre su obra: 
Orshi Drozdik: Individuális Mitológia, konceptuálistól a postmodernig, (Mitología individual de conceptual a posmoderna ), Gondolat Publishing, 2006, Budapest IBNS 9639567795. 

## Obras seleccionadas
- 1975-76 The line, etching style animation
- 1975-77 Nude Model I, II, III,, series of photos and performances
- 1975-76 Situation, series of photos
- 1975-77 Individual Mythology I, II, III,, series of performances, photos and photo offsets Individuális mitológia
- 1976-77 Individual Mythology, Out of Cage, performance and photos, offset[1]
- 1977 Blink and Sigh I, II, III,, series of performances and photos
- 1976-77 Common symbols, series of photos and photo offsets
- 1978-79 Pornography I, II, III,, series of performances, photos, xeroxes
- 1979 On My Beauty: 40
- 1980 I try To Be Transparent (to art history), performance, photos[10]
- 1978-80 In Some One Shadows I, II, series of photos, xeroxes, drawings, installations
- 1980 Diverting the Diagonal I, II, series of performances, photos, xeroxes
- 1982 Art History and Me [13][14]: 13 : 150 : 160
- 1983-85 Biological Metaphors[13][14]: 13
- 1984 Biological Metaphors At the Budapest Galeria,: 58–63
- 1984 Adventure in Tecnos Dystopium
- 1986 The Life of Edith Simpson, Epitome of the Enlightenment, National Genius of Art and Science. Orshi Drozdik, New York.[13]
- 1986 The Hierarchy of Organs[13][14]
- 1987 Love Letter to the Leyden Jar[13][14]
- 1990-91 Cynical Reason I, II, III, installation
- 1993-97 Manufacturing the Self: Medical Erotic, 1993, Body Self, 1994, Brains on High Heels, 1992, Nun Self, 1994
- 1993-2007 Lipstick Paintings, painting series with lipstick
- 2004 My Life as an 18th Century Scientist, installation
- 2007 Venuses: Draperies and Folds of the Body[15]
- 2009-10 Un Chandelier Maria Theresa, installation
- 2011-2012 The Other Venus[16]
- 2013 It's All Over Now Baby Blue[17]
- 2013 It's All Over Now Baby Blue, paintings, drawings, performance series [24]
- 2015 Stripes ala Sol LeWitt, performance, paintings, installation
- 2018 CellPaintings, paintings
- 2018 Sensuality and Matter, paintings, drawings
- 2019 O.D.F.A.M.Orshi Drozdik Feminist Art Museum traveling art museum
- 2019-20 Medea Insurrection: Radical Women Artists Behind the Iron Curtain[18]

## Premios y reconocimientos
- 1976 Premio Kondor Béla de la Academia Húngara de Bellas Artes, Budapest, Hungría
- 1977 Beca del Estudio de Jóvenes Artistas, Budapest, Hungría
- Beca de la Fundación Príncipe Bernardo 1985,[19] Ámsterdam, Países Bajos
- 1990 Beca de la Fundación Pollock-Krasner, Nueva York, EE. UU.
- 1990 Beca Gordon Matta-Clark Trust, Nueva York, EE. UU. [ h ]
- Beca de la Fundación Cartier 1991,[20] París, Francia
- 1993 Beca de la Fundación Pollock-Krasner, Nueva York, EE. UU.
- 1993–95 CAVA, Beca para el Avance Profesional de Artistas Visuales, Miami, Florida, EE. UU.
- Beca del Ministerio de Cultura de Austria, 1994, Viena, Austria
- 1995 Fundación de Nueva York para las Artes, Proyecto Catálogo de Fotógrafas, Nueva York, EE. UU.
- 2001 Beca de la Fundación Adolph y Esther Gottlieb, Nueva York, EE. UU.
- Beca de la Fundación Landis & Gyr 2003/04, Zug, Suiza
- 2003 Premio Estatal de Arte Munkácsy Mihály, hu:Munkácsy-díj Munkácsy Mihaly Hungría
- Academia Széchenyi de Letras y Artes 2015 [21]
- Drozdik es miembro de SZIMA, la Academia Húngara de Ciencias y Artes [22]

## Lectura adicional
Otras fuentes de información sobre la artista: 
Drozdik, Orshi; Eva Korner; Neray, Katalín; Welchman, C. John. Editor, Hegyi, Dora. Orshi Drozdik Aventuras y apropiación 1975-2001, Museo Ludwig Budapest, 2001. Prensa Mester Nyomda, Budapest. ISBN 963-00-9380-4.
- Beeder, William: De engranajes y carne, East Village Eye, mayo de 1986
- Smith, Roberta: Una variedad de artistas, estilos y tendencias en las galerías del centro, New York Times, 26 de febrero de 1988
- Indiana, Gary: Vacaciones científicas, The Village Voice, 15 de marzo de 1988
- Heartney, Eleanor: Reseña en Art in America, junio de 1988
- Heartney, Eleanor: Fuertes debuts, Contemporánea, julio/agosto de 1988
- Huntington, Richard: La distopía asoma su fea cabeza en la exposición CEPA, Gusto, 2 de diciembre de 1988
- Haus, Mary Ellen: Orshi Drozdik: Galería Tom Cugliani, Tema Celeste, abril/mayo de 1988
- Gookin, Kirby: revisión en Artforum, mayo de 1989
- Russel, John: Una buena lectura: El libro como metáfora : Barbara Toll Gallery , New York Times, 16 de junio de 1989
- Spector, Nancy: Reseña en Artscribe, verano de 1989
- Wei, Lilly: El artista peripatético: 14 declaraciones, Art in America, 1 de julio de 1989
- Veelen van, Ijsbrand: Kunstzinnigdoktertje Spelen, Het Parol, 25 de octubre de 1989
- Reinwald, Chris: Orshi Drozdik, Bleeding, noviembre de 1989
- Niesluchowski, WGJ: Orshi Drozdik, Aventura en la distopía tecnológica; filosofía natural popular, CEPA Journal, vol. 4, número 1, 1989-1990
- Bán, András: construcción mental y un zapato gastado, Magyar Nemzet, 7 de septiembre de 1990
- Nesweda, Peter: Im Seltsamen Labyrintb der Naturwissenscbaft, Der Standard, 6 de noviembre de 1990
- Hoffmann, Donald: Tierra predica ecología, The Kansas City Star, 21 de enero de 1990
- Levin, Kim: Reseña en Voice, 20 de febrero de 1990
- Otis, Lauren: Reseña en Glass, primavera-verano 1990
- Bruyn de, Eric: Orshi Drozdik, Foro, enero-febrero de 1990
- Ball, Edward: Orshi Drozdik, Siete días, 21 de febrero de 1990
- Sturcz, János: hermosas metáforas, Új Művészet, marzo de 1990
- Mahoney, Robert: Reseña en Arts, mayo de 1990
- Levy, Ellen: Historia natural recreada, Center Quarterly, v. 11, n.º 4, 1990